# Khalilullah Khalili
Khalilullah Khalili persa: خلیل‌الله خلیلی (Kabul 1907-1987) va ser el poeta més destacat de l'Afganistan al segle xx, així com un destacat historiador, professor universitari, diplomàtic i confident reial.
És considerat l'últim dels grans poetes perses clàssics i un dels primers a introduir la poesia persa moderna i l'estil "nimai" a l'Afganistan. També tenia experiència en l'estil Khorasani i era seguidor de Farrukhi Sistani. Gairebé sol entre els poetes de l'Afganistan, va gaudir de seguidors a l'Iran, on s'han publicat els seus poemes. Les seves obres han estat elogiades pel món intel·lectual iranià. És conegut també per la seva obra "Heroi de Khorasan", una controvertida biografia d' Habibullāh Kalakāni, Emir de l'Afganistan el 1929.

## Biografia
Nascut a la Província de Kabul, al mateix poble que Habibullah Kalakani. Va escriure exclusivament en persa i de vegades se l'associa amb els Tadjiks. Va pertànyer a la tribu Paistu Safi de Kohistan (actual Parwan). El seu pare, Mirzā Muhammad Hussein Khān, va ser ministre de finances del rei Habibullah Khan i posseïa mansions a Kabul i Jalalabad, però més tard va ser acomiadat i penjat pel fill i successor d'Habibullah Khan, Amanullah Khan. La seva mare era la filla d'Abdul Qādir Khān, un líder religiós de la tribu Safi. Va morir quan Khalili tenia set anys.
Khalili va viure i va assistir a l'escola a Kabul fins als 11 anys, quan l'Emir Habibullāh Khān, rei de l'Afganistan, va ser assassinat, suposadament a instàncies del seu fill reformista Amānullāh Khān, qui ràpidament va detenir i va executar al pare de Khalili entre altres associats amb el règim anterior. Orfe i no desitjat a Kabul, va passar els anys del regnat de Amānullāh a les Planes de Shamālī al nord de Kabul, on va estudiar literatura clàssica i altres ciències tradicionals amb destacats acadèmics i va començar a escriure poesia. El 1929 Khalili es va anar a viure amb e seu oncle Abdul Rahim Khan Safi, el nou governador de la província d'Herat, on va romandre durant més de 10 anys.
A principis de la dècada del 1940, va seguir al seu oncle Abdul Rahim Khan Safi, qui havia estat nomenat viceprimer ministre, a Kabul. La seva estada a Kabul es va veure truncada quan, el 1944, alguns ancians Safis es van rebel·lar i tant l'oncle com el nebot van ser empresonats. Al cap d'un any a la presó, Khalili va ser alliberat i exiliat a Kandahar, on va florir com a poeta i escriptor.
En la dècada de 1950, a Khalili se li va permetre tornar a Kabul, on va ser nomenat ministre de Cultura i Informació i on va començar a ensenyar a la Universitat de Kabul. Es va convertir en confident del rei Zahir Shah, a qui solia acompanyar en expedicions de caça.
En les dècades de 1960 i 1970, Khalili, que parlava àrab amb fluïdesa, va exercir com a ambaixador de l'Afganistan a l'Aràbia Saudita i l'Iraq. Va ser membre de l'Assemblea Constitucional de 1964 i representant de Jabal al-Siraj.
Després del cop d'estat realitzat pel Partit Democràtic Popular de l'Afganistan l'abril de 1978, Khalili va buscar asil primer a Alemanya i després als Estats Units, on va escriure gran part de la seva poesia més poderosa sobre la guerra a la seva terra natal. A finalitats de la dècada de 1980, es va mudar a Islamabad, al Pakistan, on va passar els seus últims anys. Va ser enterrat a Peshawar, al costat de la tomba del poeta Paixtiu Rahman Bava. Les seves restes van ser traslladades a l'Afganistan en 2016, i es troben enterrats al Mausoleu de la Universitat de Kabul.

## Obra
Khalili va ser un escriptor prolífic, produint al llarg de la seva carrera un repertori eclèctic que anava des de la poesia fins a la ficció, passant per la història i la biografia. Va publicar 35 volums de poesia, incloses les seves famoses obres "Aškhā wa Ḫūnhā" ("Llàgrimes i sang"), compostes durant l'ocupació soviètica, i "Ayyār-i az Ḫorāsān".